# Mount Atwood
Mount Atwood är ett berg i Antarktis. Det ligger i Västantarktis. Inget land gör anspråk på området. Toppen på Mount Atwood är 1 180 meter över havet.
Terrängen runt Mount Atwood är lite kuperad. Trakten är obefolkad. Det finns inga samhällen i närheten. 